# Botschaft Dschibutis in Berlin

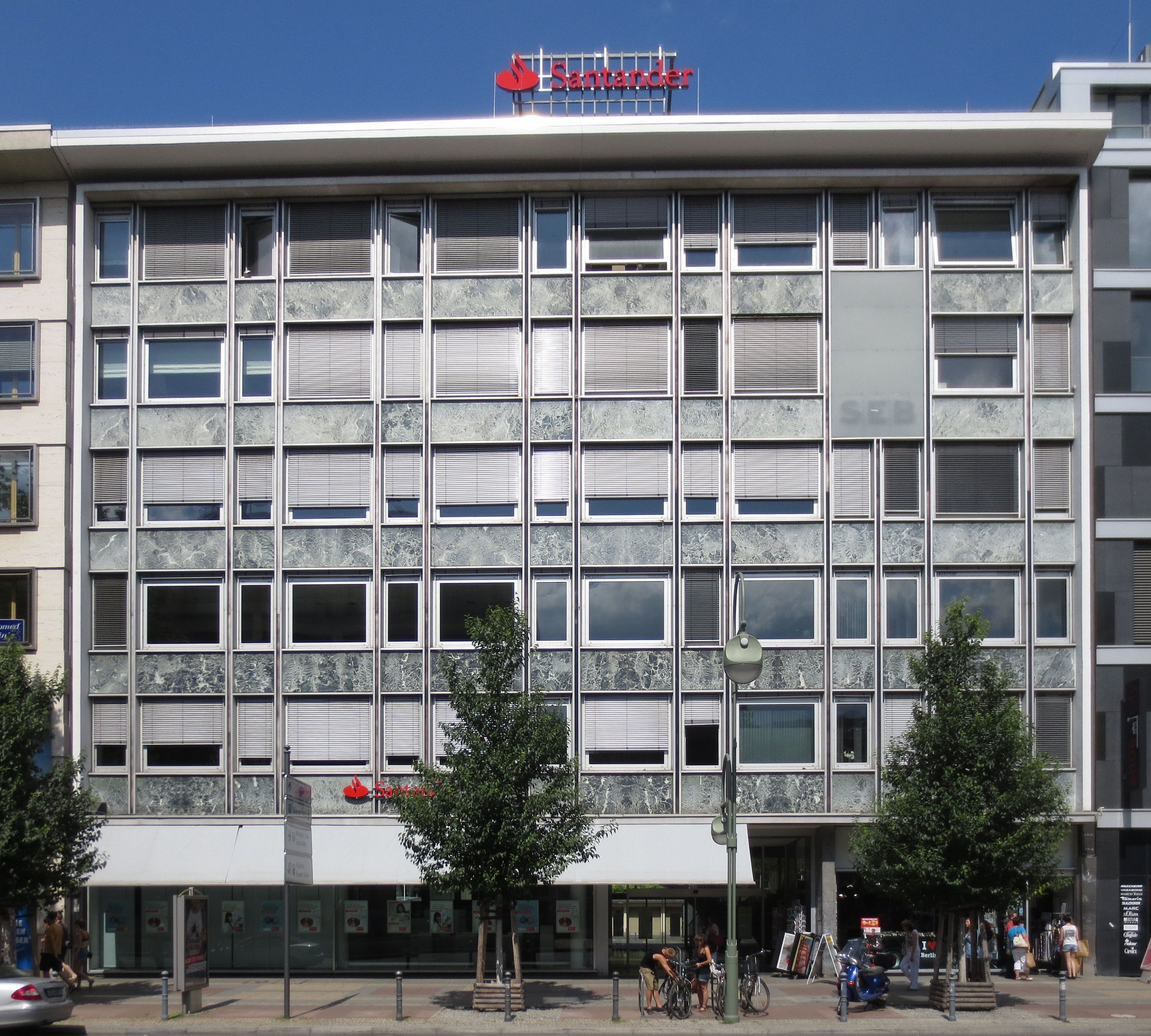
Botschaft in der Tauentzienstraße

Die Botschaft Dschibutis in Berlin ist die diplomatische Vertretung der Republik Dschibuti in Deutschland. Sie befindet sich in der Tauentzienstraße 6 im Ortsteil Schöneberg des Bezirks Tempelhof-Schöneberg.
Botschafter ist seit dem 17. September 2021 Yacin Houssein Doualé.
Dschibuti unterhält ein Honorarkonsulat in München.

## Geschichte der diplomatischen Beziehungen
Am 27. Juni 1977 nahmen Dschibuti und die Bundesrepublik Deutschland diplomatische Beziehungen auf. Der Botschafter Dschibutis in Frankreich war in der Bundesrepublik zweitakkreditiert.
Seit dem 30. Juni 1977 bestanden diplomatische Beziehungen zwischen Dschibuti und der DDR. Allerdings wurden keine Botschafter ernannt.
Im Herbst 2011 eröffnete die Republik Dschibuti ihre Botschaft in Berlin in der Kurfürstenstraße 84 im Ortsteil Tiergarten. Jetzt (Stand: 2023) befindet sie sich in der Tauentzienstraße 6 in Berlin-Schöneberg. Eine Botschaft Deutschlands in Dschibuti existiert seit 2010.

## Botschafter
- 2011–2021: Aden Mohamed Dileita[6]
- seit 2021: 0 Yacin Houssein Doualé[7]

## Aufgaben der Botschaft
Die Botschaft in Berlin ist die Vertretung der Republik Dschibuti für die Bundesrepublik Deutschland, Österreich, Polen und die Tschechische Republik. Die konsularische Abteilung der Botschaft ist für Visum- und Passangelegenheiten von Einwohnern dieser Länder zuständig.

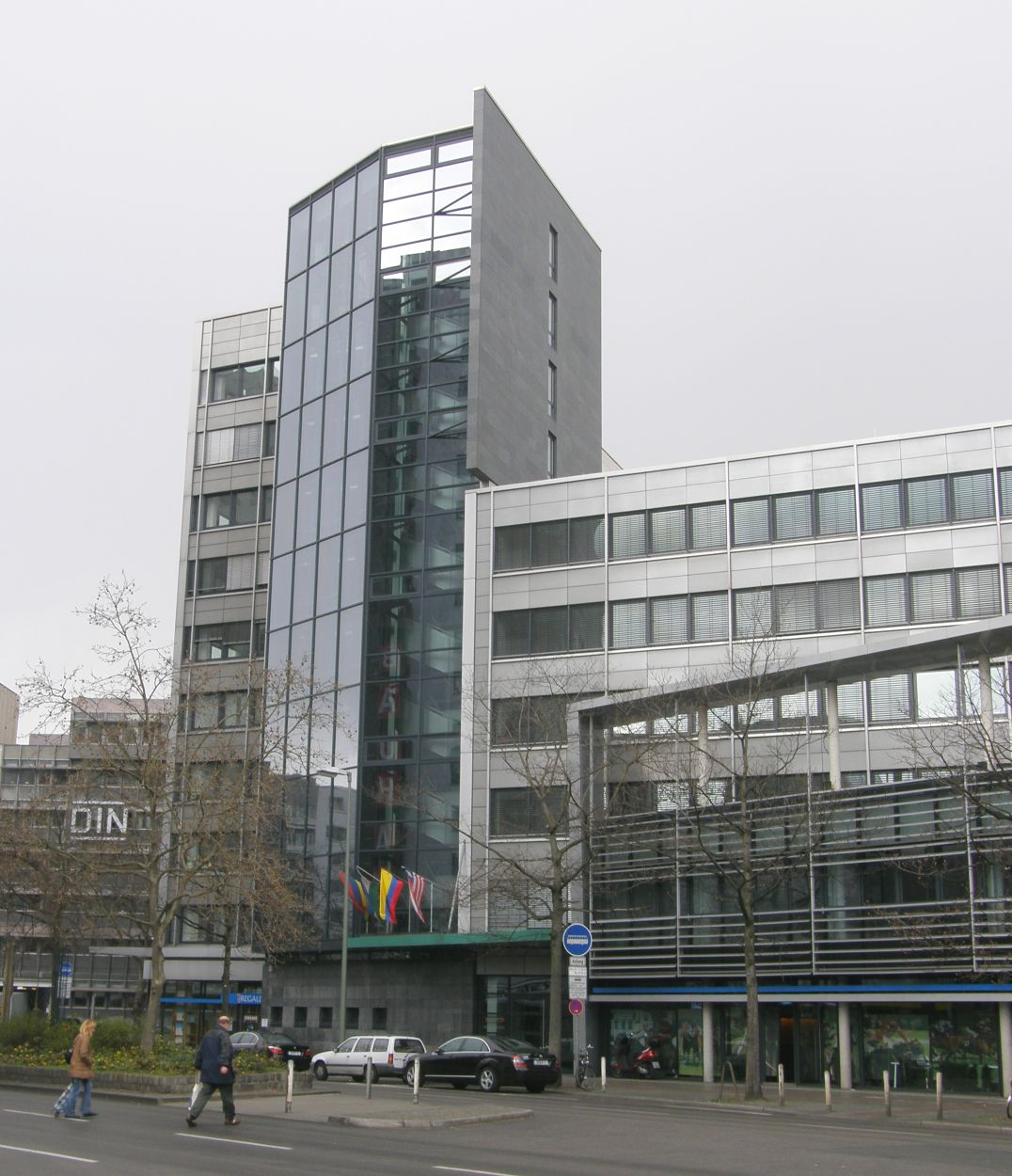
Ehemaliges Botschaftsgebäude in der Kurfürstenstraße

## Gebäude
Das Gebäude in der Tauentzienstraße 6 steht unter Denkmalschutz. Es wurde 1957–1958 nach einem Entwurf des Architekten Werner Weber für die Concordia Lebensversicherung AG errichtet. Es besteht aus einer Ladenzone im Erdgeschoss und fünf Obergeschossen. Die Straßenfront ist als gleichmäßige Rasterfassade ausgebildet, die Brüstungsfelder sind mit graugrünen Marmortafeln verkleidet. Im Treppenhaus, belichtet durch eine über alle Geschosse durchgehende Glaswand zum Hof, führt eine frei ausschwingende halbkreisförmige Treppe zu den Obergeschossen.
Das Bürogebäude in der Kurfürstenstraße 84, in dem die Botschaft zunächst ihren Sitz hatte, war in den Jahren 1964 und 1965 nach Plänen von Franz-Heinrich Sobotka und Gustav Müller errichtet worden. Es entstand innerhalb der Großwohnanlage an der Ecke Burggrafen- und Kurfürstenstraße. In den Jahren 1993–1996 erfolgte ein Umbau durch die Berliner Architekten Kammann und Hummel.